# Pascale Jeuland
Pascale Jeuland (Rennes, 2 de juny de 1987) és una ciclista francesa que combina la pista amb la carretera. Actualment milita a l'equip SAS-Macogep. El 2010 es va proclamar Campiona del món en Scratch.

## Palmarès en pista
- 2007
  -  Campiona de França en Puntuació
- 2008
  -  Campiona de França en Puntuació
- 2009
  -  Campiona de França en Puntuació
  -  Campiona de França en Scratch
- 2010
  -  Campiona del món en Scratch
  -  Campiona de França en Persecució
- 2013
  -  Campiona de França en Persecució
  -  Campiona de França en Persecució per equips
- 2014
  -  Campiona de França en Scratch
  -  Campiona de França en Persecució
  -  Campiona de França en Persecució per equips
- 2015
  -  Campiona de França en Persecució per equips
- 2016
  -  Campiona de França en Òmnium
  -  Campiona de França en Persecució per equips
- 2018
  -  Campiona de França en puntuació

## Palmarès en ruta
- 2006
  -  Campiona de França sub-23 en ruta
  - 1a al Tour del Charente Marítim
- 2009
  - 1a a la Copa de França sub-23
- 2010
  - 1a al Tour del Charente Marítim
  - 1a a la Ronde de Bourgogne i vencedora d'una etapa
- 2011
  - 1a al Clàssic femení de Vienne Poitou-Charentes
- 2013
  -  Campiona del món en ruta militar
- 2014
  - Vencedora d'una etapa del Trofeu d'Or